# Galipea
Galipea es un género de Magnoliophyta perteneciente a la familia Rutaceae. Contiene 47 especies:

## Especies seleccionadas
- Galipea aromatica Spreng.
- Galipea arrabidae Steud.
- Galipea bracteata Schult.
- Galipea candolleana A.St.-Hil.
- Galipea cusparia A.St.-Hil. ex DC. (Angostura trifoliata)
- Galipea davisii Sandwith
- Galipea fissa Miq.
- Galipea jasminiflora (A.St.-Hil.) Engl. - quina del Brasil[3]
- Galipea ossana DC.